# أنطوني بربر
أنطوني بربر (مواليد 18 نوفمبر 1992) هو سبّاح لبناني. شارك في سباق 50 متر سباحة حرة ضمن الألعاب الأولمبية الصيفية 2016 وحّل في المركز الخمسين بتوقيت 23.77 ثانية.

## روابط خارجية
- أنطوني بربر على موقع الاتحاد الدولي للسباحة (الإنجليزية)
- أنطوني بربر على موقع SwimRankings.net (الإنجليزية)
- أنطوني بربر على موقع اللجنة الأولمبية الدولية (الإنجليزية)
- أنطوني بربر على موقع أوليمبيديا (الإنجليزية)